# Apocalipsis 1
Apocalipsis 1 es el primer capítulo del Libro de la Revelación o el Apocalipsis de Juan en el Nuevo Testamento de la Biblia cristiana.  El libro se atribuye tradicionalmente a Juan el Apóstol, pero la identidad precisa del autor sigue siendo un punto de debate académico. Este capítulo contiene el prólogo del libro, seguido de la visión y el encargo de Juan.

## Texto
El texto original fue escrito en griego koiné. Este capítulo está dividido en 20 versículos.

### Testigos textuales
Algunos manuscritos antiguos que contienen el texto de este capítulo son, entre otros:.
- Papiro 98 (siglo II; existen los Versículos 13-20)
- Papiro 18 (siglos III/IV; existen los Versículos 4-7)[8]
- Codex Sinaiticus (330-360)
- Codex Alexandrinus (400-440)
- Codex Ephraemi Rescriptus (c. 450; existen los Versículos 3-20)

### Versículo 4

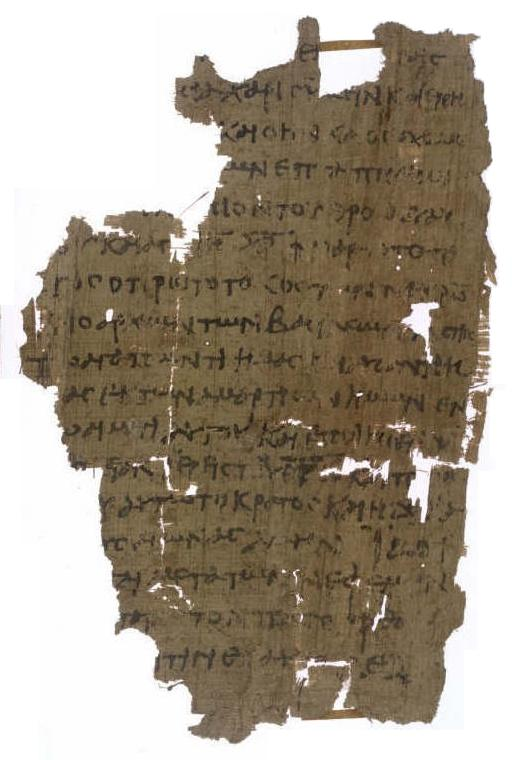
Revelación 1:4-7 en Papiro 18 (/)

## Visión y comisión de Juan (1:9-20)

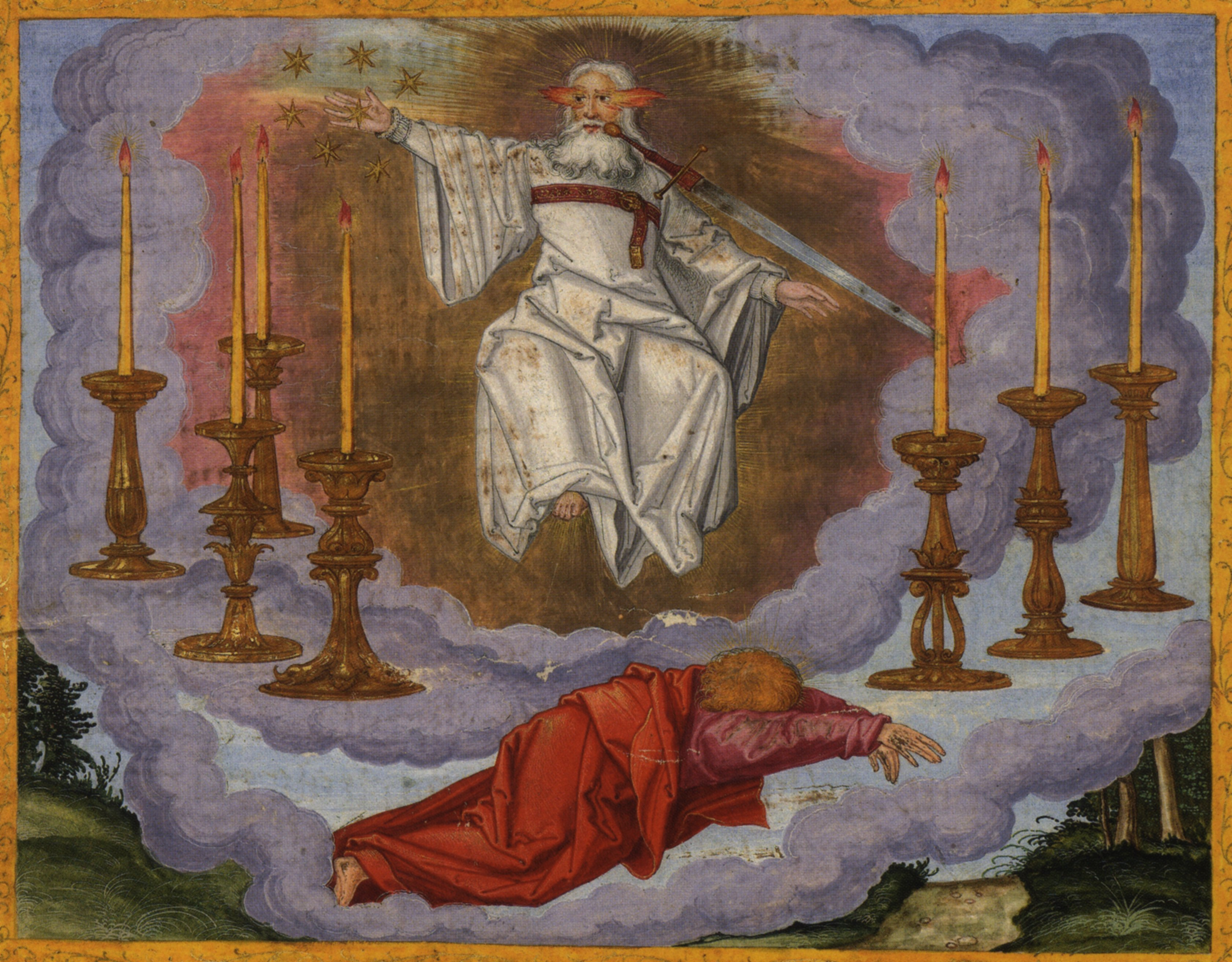
La visión de los siete candeleros, Apocalipsis 1:12-20
en Ottheinrich-Bibel, por Matthias Gerung (1500-1570)

### Versículo 11

El mapa de Anatolia Occidental] (antiguamente la provincia de Asia) mostrando la isla de Patmos y la ubicación de las siete iglesias mencionadas en el Libro del Apocalipsis